# Parroquia de West Carroll
La parroquia de West Carroll (en inglés: West Carroll Parish), fundada en 1877, es una de las 64 parroquias del estado estadounidense de Luisiana. En el año 2000 tenía una población de 12.314 habitantes con una densidad poblacional de 13 personas por km². La sede de la parroquia es Oak Grove.

## Geografía
Según la Oficina del Censo, la parroquia tiene un área total de 933 km² (360,2 mi²), de la cual 931 km² (359,5 mi²) es tierra y 2 km² (0,8 mi²) (0.23%) es agua.

### Parroquias y condados adyacentes
- Condado de Chicot (Arkansas) - norte
- Parroquia de East Carroll - este
- Parroquia de Richland - sur
- Parroquia de Morehouse - oeste

## Carreteras
- Carretera Estatal de Luisiana 2
- Carretera Estatal de Luisiana 17

## Demografía
En el 2000 la renta per cápita promedia de la parroquia era de $24,637, y el ingreso promedio para una familia era de $31,806. En 2000 los hombres tenían un ingreso per cápita de $28,211 versus $18,477 para las mujeres. El ingreso per cápita para la parroquia era de $12,302. Alrededor del 23.40% de la población estaba bajo el umbral de pobreza nacional.

## Ciudades y pueblos
| - Epps - Forest | - Kilbourne - Oak Grove | - Pioneer |